# Another Way to Die (canción de Disturbed)
«Another Way to Die» es una canción de la banda estadounidense de heavy metal Disturbed. Fue lanzado el 14 de junio de 2010 como el primer sencillo de su quinto álbum de estudio Asylum (2010). Ese mismo día, la banda publicó un video con la letra en su canal oficial de YouTube y se lanzó como descarga digital el 15 de junio de 2010 a través de iTunes.
El 31 de agosto de 2010, un extracto de la canción se reprodujo en un segundo tráiler recién lanzado para el juego Mortal Kombat de 2011.

## Contenido lírico
En una entrevista con The Pulse of Radio, el líder David Draiman explicó cómo la canción contiene algunos temas muy actuales:

Obviamente, se refiere a la catástrofe global que conocemos como calentamiento global y los efectos que sigue teniendo en nuestro planeta; nuestra irresponsabilidad al hacer lo que hacemos como especie, nuestro apetito constante, nuestro consumo constante a toda costa. No importa lo que se destruya, no importa lo que se desperdicie. Y, ciertamente, lo que está sucediendo en el Golfo ahora es horrible.

## Video musical
La banda grabó un video musical para la canción dirigido por Robert Schober (también conocido como Roboshobo) y fue lanzado el 9 de agosto. Es el primer video musical desde "Land of Confusion" en el que no aparece ninguno de los miembros de la banda; el video se centra en eventos mundiales relacionados con la canción, como la contaminación y la pobreza.

## Lista de canciones
Descarga digital
1. "Another Way to Die" – 4:13

Sencillo CD
1. "Another Way to Die" – 4:13
2. "Living After Midnight" (cover de Judas Priest) – 4:25

## Posicionamiento en lista
| Lista (2010)                                  | Posición |
| --------------------------------------------- | -------- |
| Canadá (Canadian Hot 100)                     | 62       |
| Canadá (Canada Rock)                          | 23       |
| Estados Unidos (Billboard Hot 100)            | 81       |
| Estados Unidos (Hot Rock & Alternative Songs) | 1        |